# Synema zonatum
Synema zonatum är en spindelart som beskrevs av Tang och Song 1988. Synema zonatum ingår i släktet Synema och familjen krabbspindlar. Inga underarter finns listade i Catalogue of Life.